# ساد نافخي الزجاج
ساد نافخي الزجاج (بالإنجليزية: Glassblower's cataract)‏ هي أحد أشكال الساد. تتشكل بسبب التعرض إلى الأشعة تحت الحمراء لعدة سنوات أو عقود خلال العمل في وظيفة نفخ الزجاج أو العمل بالقرب من المعادن الساخنة أو المنصهرة، مثل: عمال السباكة المعدنيّة
 أو الحدّادين. يحدث ساد نافخي الزجاج بسبب التعرض المزمن إلى الأشعة تحت الحمراء التي تشع بسبب تسخين الزجاج أو المعادن المنصهرة. تمتص القزحية الأشعة تحت الحمراء وعدسات العين. هذا يسبب الساد بعد التعرض لمدة عقود من السنوات. ويمكن منع هذا عن طريق لباس نظارات الحماية، من خلال ممارسة هذه الوظائف.

## الآليّة
تشبه عدسات العين أية مادة، لها القدرة على تخزين طاقة الفوتون المنبعثة بسبب امتصاص الرنين. إذا كانت طاقة الفوتون توافق نطاق امتصاص محدد في جزيء، سيحدث الامتصاص كحدث ثنانئيّ مع احتماليّة يحددها التوافق بين طاقة الفوتون المنبعثة وفجوة الطاقة المتاحة للجزيء للتردد. طاقة الفوتون للأشعة فوق البنفسجيّة والأشعة المرئيّة ذات الموجة القصيرة توافق بنية الإلكترون في المادة مع نطاق ضيق للامتصاص. طاقة الفوتون للأشعة تحت الحمراء توافق اهتزازات الجزيئات مع نطاقات غير محددة للامتصاص. امتصاص فوتونات الأشعة فوق البنفسجيّة أو الأشعة المرئيّة ذات الموجة القصيرة عادةً ما يغيّر تفاعلات كيميائيّة محددة، وهذا هو التدمير الكيميائيّ الضوئيّ، بينما امتصاص فوتونات الأشعة تحت الحمراء يُلاحَظ على أنّه ارتفاع في درجة الحرارة. الجزيئات الحيويّة المهمة الكبيرة، مثل البروتين، والتي تفقد بناءها في الفراغ عند اهتزازها؛ مما يسبب اختلال في تركيبها. تُحدِّد نسبةٌ ثابتة (التي تعتمد على درجة الحرارة) نسبةَ اختلال البروتين، كما وصفتها معادلة أرهنيوس. التدمير الحراريّ هو تدمير الأنسجة الحيويّة بسبب النسبة المرتفعة للتدمير الاهتزازيّ.